# Bratkowscy herbu Świnka
Bratkowscy herbu  Świnka – polska rodzina szlachecka.
Bratkowscy, pieczętujący się herbem Świnka, nazwisko wzięli od Bratkowa w województwie sieradzkim, byli jednego pochodzenia z Czackimi. Licznie rozrodzeni w różnych dzielnicach kraju, od XVII wieku obecni również na Rusi Czerwonej i w województwie podolskim.

## Przedstawiciele rodu
- Jan Bratkowski (ok. 1385-po 1422) – chorąży kaliski

- Jerzy Onufry Bratkowski (1722-1790) – bazylianin, rektor w Szarogrodzie, ihumen w Dobromilu, sekretarz kapituły prowincjonalnej Bazylianów w Białymstoku, prowincjał prowincji ruskiej, archimandryta w Uniowie

- Józef Bratkowski (1737-po 1786) – szambelan królewski, pułkownik wojsk koronnych, miecznik koronny galicyjski, komisarz Stanów Galicyjskich

- Leon Bratkowski (1739-1820) – radca gubernialny, członek Stanów Galicyjskich

- Stefan Bratkowski (1853-1914) – jezuita, działacz społeczny, organizator Sodalicji Mariańskiej